# Julie Walehwa
Julie Walehwa er en sangerinde primært indenfor Electronica og Pop. 